# IC 2348
IC 2348 ist eine Spiralgalaxie vom Hubble-Typ Sa im Sternbild Krebs auf der Ekliptik, welche etwa 263 Millionen Lichtjahre von der Milchstraße entfernt ist.
Das Objekt wurde am 13. Februar 1901 von Max Wolf entdeckt.